# Tortuga (zenekar)
A Tortugát 2018-ban alapította négy nyíregyházi srác. Bemutatkozó lemezük a Tapsolj és Tátogj! 2019-ben jelent meg, amivel megmutatták, hogy mi is az a Tornacipős Rock ’N’ Roll! A zenekart energikus előadások, kendőzetlen dalszövegek, féktelen bohémság jellemezi. A csapat jelszava: Ne bonyolítsd túl, játszd azt, ami kijön belőled, minden korlát nélkül.
A Tortuga 2020-ban megkapta a Dal 2020. szakmai zsűrijétől a Petőfi zenei díj Év felfedezettje díjat. Egyszerű, énekelhető rockzenéjükkel állandó résztvevői az ország legnagyobb fesztiváljainak, rendezvényeinek. Nagy Feró Petőfi Rádiós műsorában a kedvenc fiatal rock zenekarának nevezte a bandát,  a 'Csak Te vagy' című daluk, pedig a slágerlisták élén, a magyar TOP 3-ban is szerepelt. Jelenleg lemezbemutató turnéjukat tolják, ugyanis 2022. májusában megjelent az 'Ez a Mozi' c. nagylemezük.
2020-ban a Mámor tér 3. című számukkal eljutottak A Dal zenei tehetségkutatóban a döntőig.
2021-ben Törnek az ablakok című számukkal részt vettek A Dal zenei tehetségkutató műsorban. Az első válogatón (2021. január 30.) 31 pontot szereztek, és továbbjutottak az elődöntőbe.

## Tagok
- Kerle Ákos (ének, basszusgitár)
- Hegyi Ábel (ritmusgitár, dalszöveg)
- Simonyi László (szólógitár)
- Dömötör Sándor (Sanka) (dob)

## Diszkográfia

### Nagylemezek
- Ez a Mozi (2022)
- Tapsolj és Tátogj! (2019)

### Kislemezek
- Tiszta (2023)
- Pénzeszsák (2021)
- Csak Te vagy (2021)
- Love Story (2021)
- Törnek az ablakok (2020)
- Kérlek (2020)
- A Felhők Felett (2019)

## Zeneszámok
Tapsolj és Tátogj (2019)
- Törnek az ablakok
- Kérlek
- Mámor tér 3.
- Üres Térben
- Tapsolj és Tátogj!
- A Rock & Roll Hazavág
- Mindegy Már
- Örömosztag
- Kádban Ébredtem
- #AFelhőkfelett
- Dolgozz Másnak

Ez a mozi (2022)
- Ez a mozi
- Törnek az ablakok
- Nem vagy egyedül
- Csernobil
- Pénzeszsák
- Csak te vagy
- Szülőszoba
- Kérlek
- Love story
- Vendég lettem

## Tapsolj és Tátogj! Tour 2019
- Efott Fesztivál
- Campus Fesztivál
- East Feszt
- Lesz Feszt
- Gyarmati Vigasságok
- Sárvár Vármeeting
- Daróci Kenderes Napok
- Sóstó Serfeszt
- Eger – Broadway
- Miskolc – Helynekem
- Szolnok – Váróterem Klub
- Nyíregyháza – Club Hollywood
- Marosvásárhely (RO) – Jazz ’n’ Blues
- Csíkszereda (RO) – GRUND
- Budapest – Barba Negra Club
- Budakalász – RockHáz
- Debrecen – Roncsbár
- Kaposvár – Angus Music Club
- Cegléd – Jazz Café
- Nyíregyháza – Club Hollywood (Vol. 2)